# Antonio Bentín
Antonio Bentín La Fuente y Palomera (Lima, 1826-ib. 1897) fue un empresario minero y político peruano. Dirigente del Partido Demócrata o pierolista, fue presidente del Consejo de Ministros y ministro de Gobierno en 1895, en el gobierno constitucional de Nicolás de Piérola. Fue también alcalde de Lima.

## Biografía
Hijo de Carlos María Bentín y Manuela Martín La Fuente y Palomera. Su padre era un inmigrante inglés que llegó durante la guerra de la Independencia junto con Bolívar y se dedicó a la explotación minera; su apellido originalmente se escribía Bentinck. Su madre era una dama de la aristocracia limeña.
Heredó de su padre la mina de plata de Casapalca, en la provincia de Huarochirí, así como sus haciendas anexas. Incursionó en la política y fue diputado por Huarochirí en 1868, entablando relaciones con políticos dedicados también a los negocios, como Elías Mujica y Trasmonte, con cuya hija —Rosa Mujica Carassa— se casó su hijo Ricardo Bentín Sánchez.
Fue miembro fundador del Partido Demócrata, que lideraba Nicolás de Piérola. Su firma aparece en la declaración de principios de dicho partido, publicada en 1889.
Cuando, luego de la guerra civil de 1894-1895 fue elegido Piérola como presidente constitucional, Bentín fue elegido senador por Lima hasta 1898 además de asumir como presidente del Consejo de Ministros y ministro de Gobierno, cargos que ejerció de 8 de septiembre a 25 de noviembre de 1895. Su gabinete ministerial (el primero del gobierno de Piérola) lo conformaban: Melitón F. Porras Osores (Relaciones Exteriores), Augusto S. Albarracín (Justicia e Instrucción); el coronel Domingo Parra (Guerra) y Francisco Bresani (Hacienda).
El periodo del gabinete Bentín fue breve. Ocurrió que, cuando el ministro Bresani se presentó ante el Congreso proponiendo la abolición de la contribución personal, surgió un animado debate entre los parlamentarios (21 y 22 de noviembre de 1895). Hubo en las galerías personas que se mostraron hostiles contra los parlamentarios contrarios a la propuesta, y en la calle algunos de estos fueron apedreados por la turba. Ello llevó a que los diputados Germán Leguía y Martínez y W. Ugarte propusieran una moción de censura contra el gabinete, al considerar que el gobierno no había hecho nada por defender la dignidad del Congreso. Los demás diputados secundaron esta propuesta. Ante ello, Bentín presentó su renuncia, originando así la caída del gabinete. Piérola apoyó públicamente a sus ministros y consideró inconstitucional la moción de censura.
Bentín fue también alcalde de Lima, diputado de la Asociación Minera y miembro del Tribunal de Minería[cita requerida].